# Werkzeugmaschinenfabrik Glauchau
Die Werkzeugmaschinenfabrik Glauchau ist eine der ältesten noch existierenden Maschinenbau-Fabriken in Deutschland. Das Unternehmen ist Teil der Chemnitzer Niles-Simmons-Hegenscheidt-Gruppe.

## Geschichte
1883 beginnt die Historie des Maschinenbau-Unternehmens mit der Gründung als Zeugschmiederei durch Theodor Keil in Glauchau. Später als „Deutsche Maschinen- und Werkzeugfabrik“ bekannt, schloss sie sich mit der „Wotan-Werke AG“ in Leipzig zusammen zur „Wotan-Werke AG Werkzeugmaschinenbau Leipzig-Chemnitz-Glauchau“ und fusionierte 1929 zur „Wotan- und Zimmermann-Werke AG Düsseldorf, Werkzeugmaschinenfabrik Düsseldorf-Leipzig-Berlin-Chemnitz-Glauchau“. Bereits 1928 begann die Produktion von Schleifmaschinen in Glauchau.
Der Sitz des Konzerns wurde durch Beschluss der Hauptversammlung am 7. Mai 1938 nach Glauchau verlegt. Das Unternehmen entwickelte sich schnell zu einem führenden Werkzeugmaschinenhersteller. Bis 1943 wurden über 100.000 Werkzeugmaschinen bzw. Schleifmaschinen in Deutschland, aber auch in das europäische Ausland und nach Nordamerika ausgeliefert.
Nach Ende des Zweiten Weltkrieges mussten große Teile der Produktionstechnik als Reparationsleistung an die Sowjetunion geliefert werden, die Fabrik blieb jedoch in der jungen DDR als „Wotan- und Zimmermannwerke AG“ erhalten. Mit Gründung der Werkzeugmaschinenkombinate wurden die Werke ab 1969 Betriebsteil des Werkzeugmaschinenkombinats „7. Oktober“ Berlin als „WEMA Glauchau“. Die „WEMA“ baute vor allem Spezial-Schleifmaschinen als Zulieferer für die Wälzlagerindustrie. Nach der Wende wurde die „WEMA“ 1990 in der „Werkzeugmaschinenfabrik Glauchau GmbH“ reorganisiert und erst 1994 wieder reprivatisiert – die Zahl der Beschäftigten sank zeitweise von 600 auf 7 Mitarbeiter. Nur der Protest der Mitarbeiter verhinderte eine geplante Schließung des Werkes.
In einem Gutachten für die Sächsische Aufbaubank wurde 1995 ein marodes Unternehmen beschrieben, das durch Missmanagement 1,3 Millionen Euro Schulden und einen Berg anhängiger Gerichtsverfahren angehäuft hatte. Zusätzlich wurde eine Fortsetzung der Schleifmaschinenbau-Tradition durch ein Wettbewerbsverbot verhindert. 1996 gelang dem nun finanziell beteiligten Gutachter Kaltenberger, dieses Verbot wenigstens zum Teil aufzuheben. Mit einer Abstandszahlung konnte das Wettbewerbsverbot 1998 vollständig aufgehoben werden. Seit dieser Zeit wurde das Produktionsprofil der WEMA Glauchau kontinuierlich ausgebaut und weiterentwickelt.

## Gegenwart
Die Spezialisierung der Werkzeugmaschinenfabrik Glauchau auf Schleifmaschinen, insbesondere auf Rundschleifmaschinen, Planschleifmaschinen sowie Wälzlagerschleifmaschinen findet in der aktuellen Weiterentwicklung von Schleifbearbeitungszentren seinen Fortgang. Die Werkzeugmaschinenfabrik Glauchau GmbH ist seit 2008 geprüftes und zertifiziertes Unternehmen mit einem Qualitätsmanagementsystem nach DIN EN ISO 9001 : 2000.
Die Geschäftsbereiche des Unternehmens gliedern sich heute in:
- Herstellung und Vertrieb von Rund- und Planschleifmaschinen, Schleifmaschinen für die Bearbeitung von Wälzlagern, Schleifbearbeitungszentren
- Wartung und Modernisierung von Werkzeugmaschinen
- Lohnschleifen an eigenen Schleifbearbeitungszentren
- Lohnfräsen an eigenen Fräsmaschinen